# Shining stars bless☆
「Shining stars bless☆」（シャイニング スターズ ブレス）は、詩月カオリの楽曲。彼女のメジャーデビューシングルとして2007年8月1日にジェネオンエンタテインメントから発売された。販売形態は通常盤と初回限定盤の2種リリースで、初回限定盤には「Shining stars bless☆」のプロモーションビデオを収録したDVDが封入されている。当初、楽曲タイトルは「☆Shining stars bless☆」にする予定であった。

## 収録曲
1. Shining stars bless☆ [4:33]
作詞：KOTOKO、詩月カオリ／作曲・編曲：井内舞子
テレビアニメ『ななついろ★ドロップス』オープニングテーマ
映画『Departed to the future』挿入歌
2. I'm home -unplugged- [5:14]
作詞：KOTOKO／作曲・編曲：高瀬一矢
『SHORT CIRCUIT II』に収録されている｢I'm home｣の別バージョン
3. Shining stars bless☆（Instrumental）
4. I'm home -unplugged-（Instrumental）

## プロモーションビデオスタッフ
- パフォーマンス：詩月カオリ
- 総合プロデュース：一法師康孝(FUCTORY RECORDS)
- プロデューサー：石原裕久(DNA)
- ディレクター・カメラ：森田一平(SALOON)
- 照明：KENICHI GOTOH
- ヘアー&メイク：須賀千尋
- スタイリスト：HIDEO SUZUE
- プロダクションマネージャー：黒川祥志(DNA)・AKIMITSU MORIMOTO
- プロダクション：DNA
- トータルプロデュース：I've／ジェネオンエンタテインメント